# 알후마자
| 이 전 알아스르 | 수라 104 (아랍어 원문) | 다 음 알필 |
| 1 2 3 4 5 6 7 8 9 10 11 12 13 14 15 16 17 18 19 20 21 22 23 24 25 26 27 28 29 30 31 32 33 34 35 36 37 38 39 40 41 42 43 44 45 46 47 48 49 50 51 52 53 54 55 56 57 58 59 60 61 62 63 64 65 66 67 68 69 70 71 72 73 74 75 76 77 78 79 80 81 82 83 84 85 86 87 88 89 90 91 92 93 94 95 96 97 98 99 100 101 102 103 104 105 106 107 108 109 110 111 112 113 114 |                        |            |

알후마자는 꾸란의 104번째 수라로, 현세에서 중상모략한 자들과 재물 탐닉자들이 맞게 될 지옥에서의 최후를 담고 있다.
한국어 번역
104:0 비스밀라히르 라흐마니르 라힘
104:1 뒤에서 중상모략하는 자에게 재앙이 있을지니
104:2 그는 재산을 모아 (그 재산 액수) 계산에 열중하며
104:3 그 재산이 현세에서 그를 영원케 하리라 생각하는도다.
104:4 그러나 그렇지 아니하나니 그는 지옥에 던져지리라.
104:5 그 지옥이 무엇인지 그 어떤 무엇이 그대에게 알려주리요?
104:6 그것은 하나님의 분노가 타는 불지옥이거늘
104:7 그 뜨거움이 가슴(심장)을 에워싸고
104:8 (그들이 지옥에 갇힌 채로) 그들 위에 지옥 문이 잠겨져 버리며 
104:9 기둥들로 빗장이 (길게) 내려지노라.